# رونالد دونف
رونالد دونف (بلغاری: Роналд Донев؛ زادهٔ ۱۳ مهٔ ۱۹۹۱) بازیکن فوتبال اهل بلغارستان است.
از باشگاه‌هایی که در آن بازی کرده است می‌توان به باشگاه فوتبال بوتو پلوودیو و باشگاه فوتبال لوکوموتیو صوفیه اشاره کرد.